# Hutě (Bělčice)
Hutě [ˈɦʊcjɛ] (deutsch Eisenhammer) ist eine Ansiedlung der Gemeinde Bělčice in Tschechien. Sie liegt zwei Kilometer südwestlich von Bělčice in Südböhmen und gehört zum Okres Strakonice.

## Geographie

### Geographische Lage
Hutě befindet sich im Tal des Baches Závišínský potok im Mittelböhmischen Hügelland. Die Ansiedlung liegt am Dammfuß des Teiches Velký bělčický rybník (Zawieschiner Teich). Gegen Süden liegen die Teiche Velký Škrabák und Malý Škrabák. Im Norden erheben sich der Budín (534 m) und der Hrádek, nordöstlich die Slepičí hora (557 m), im Südosten der Hliniční vrch (536 m), südwestlich der Hornosínský vrch (537 m), im Westen die Bělčická hora (558 m) und im Nordwesten die Kněžská hora (565 m). Südöstlich von Hutě verläuft die Staatsstraße II/174 zwischen Lnáře und Bělčice, von der südlich des Ortes die II/173 nach Blatná abzweigt.

### Ortsgliederung
Die Ansiedlung Hutě gehört zum Ortsteil Závišín und ist Teil des Katastralbezirkes Závišín u Bělčic.

### Nachbargemeinden
Nachbarorte sind Netušilův Mlýn, Záhrobí und Štěpánka im Norden, Bělčice, Koupě und Podruhlí im Nordosten, Ovčín und Hostišovice im Osten, Závišín im Südosten, Lopatárna, Bezdědovice, Paračov und Nový Dvůr im Süden, Kocelovice und Hornosín im Südwesten, Předmíř im Westen sowie Březí und Újezdec im Nordwesten.

## Geschichte
Im Jahre 1793 ließ der Besitzer der Herrschaft Schlüsselburg Johann Franz Christian von Swéerts-Sporck durch den Hüttenmeister Pachtner unterhalb des Dammes des Zawieschiner Teiches eine Eisenhütte anlegen. Diese wurde unter den Freiherren Linker von Lützenwick erweitert. 1805 wurde die unwirtschaftlich gewordene Eisenhütte durch die Herrschaft an Johann Nepomuk Nádherný, der auch die Eisenwerke Žďár nad Sázavou betrieb, verpachtet.
Im Jahre 1840 bestand die zum Dorf Zawieschin gehörige Industriesiedlung Eisenhammer aus elf Häusern. Sie gliederte sich in den emphyteutisierten Eisenhammer, die aus zwei Häusern bestehende herrschaftliche Waffenschmiede sowie zwei westlich gelegenen Dominikalhäuser. Der Eisenhammer war an Johann Prokop Hartmann Graf von Klarstein verpachtet und bestand aus einem Hochofen, zwei Stabhämmern und sieben Wohnhäusern. Pfarrort war Bieltschitz. Bis zur Mitte des 19. Jahrhunderts blieb Eisenhammer der Herrschaft Schlüsselburg untertänig.
Nach der Aufhebung der Patrimonialherrschaften bildete Eisenhammer ab 1850 einen Ortsteil der Gemeinde Závěšín in der Bezirkshauptmannschaft und dem Gerichtsbezirk Blatná. Sie erreichte in der Mitte des 19. Jahrhunderts ihre Blütezeit und produzierte jährlich 9800 Zentner Eisenwaren. Infolge der Eisenkrise erlosch das Unternehmen im letzten Drittel des 19. Jahrhunderts. Danach wurde die Wasserkraft aus dem Stau des Závišínský potok für den Betrieb einer Mühle genutzt. Diese stellte nach dem Zweiten Weltkrieg den Betrieb ein und verfiel. Im Zuge der Aufhebung des Okres Blatná wurde Hutě 1960 dem Okres Strakonice zugeordnet. Am 26. November 1971 wurde Hutě zusammen mit Závišín nach Bělčice eingemeindet. Im Jahre 2009 erfolgte der Abriss der Mühle.

## Kultur und Sehenswürdigkeiten
- Teich Velký bělčický rybník
- Geschützte Linde
- Keltische Wallanlage auf der Kuppe Budín westlich von Štěpánka
- Burgstätte Hrádek aus dem 13. Jahrhundert, nördlich des Ortes